# Tatiana Mindewicz-Puacz
Tatiana Mindewicz-Puacz (ur. 30 czerwca 1971 w Szczecinie) – polska psychoterapeutka, coach ICC, trenerka w zakresie komunikacji interpersonalnej i masowej, trenerka rozwoju osobistego, ekspertka ds. kampanii społecznych i programów CSR, a także publicystka.

## Życiorys
Ukończyła naukę w XL Liceum Ogólnokształcącym im. Stefana Żeromskiego w Warszawie, studiowała na Wydziale Dziennikarstwa i Nauk Politycznych Uniwersytetu Warszawskiego i profesjonalną szkołę psychoterapii w Instytucie Psychologii Zdrowia. Podczas studiów pracowała w biurze reklamy tygodnika „Motor” i w Radiu Kolor.
Jest właścicielką firmy doradczej Task Force Consulting i prezesem fundacji FIRST, z którą w 2012 zainicjowała kampanię społeczną „AlcoSfery. Picie w biznesklasie”. Była menedżerką aktorki i prezenterki telewizyjnej Katarzyny Cichopek. W 2011 współprowadziła program Bojówki i papiloty w TVN Style. Występowała w charakterze mentorki w reality show TVN Projekt Lady (2016–2021). Gości jako ekspertka w programach telewizyjnych, m.in. Dzień dobry TVN i programach TVN24 BiS.
W październiku 2016 wydała audiobook pt. Buduj relacje – nie będziesz musiał sprzedawać. Pięć kroków do stworzenia wartościowej relacji biznesowej. Nakładem wydawnictwa Agora wydała także trzy poradniki: Luz. I tak nie będę idealna (2017), Miłość. I co dalej? (2018) i Ja – Kobieta, której nie znałam (2023).

### Życie prywatne
Ma dwóch synów, Bartosza i Jakuba.

## Publikacje
- Luz. I tak nie będę idealna, Wydawnictwo Agora 2017
- Miłość. I co dalej?, Wydawnictwo Agora 2018
- Ja – Kobieta, której nie znałam, Wydawnictwo Agora 2023